# Ismahila Ouédraogo
Ismahila Ouédraogo (Uagadugú, Burkina Faso, 5 de noviembre de 1999) es un futbolista de Burkina Faso que juega en la posición de centrocampista con el Atromitos de Atenas de la Superliga de Grecia.

## Carrera

### Club
| Periodo   | Club                    |
| --------- | ----------------------- |
| 2015-2018 | KOZAF                   |
| 2018-2021 | AS Douanes Ouagadougou  |
| 2021-2024 | PAOK B                  |
| 2022      | → Volos NFC (cedido)    |
| 2023-2024 | → Panserraikos (cedido) |
| 2024–     | Atromitos FC            |

### Selección nacional
Debutó con Burkina Faso el 22 de septiembre de 2019 en la victoria por 1-0 sobre Ghana por la clasificación para el Campeonato Africano de Naciones de 2020; y participó en la Copa Africana de Naciones 2021.